# Charles C. Coleman
Pour les articles homonymes, voir Coleman.
Ne pas confondre avec l'acteur australien Charles Coleman (1885-1951).
Charles Clifford Coleman Jr. ou plus simplement Charles C. Coleman (né le 29 décembre 1900 au Michigan et mort le 19 mai 1972  à Los Angeles, en Californie, aux États-Unis) est un réalisateur américain.

## Filmographie partielle

### Comme réalisateur
- 1934 : Voice in the Night (en)
- 1936 : Code of the Range (en)
- 1936 : Legion of Terror (en)
- 1936 : Dodge City Trail (en)
- 1937 : Parole Racket (en)
- 1937 : Criminels de l'air (Criminals of the air)
- 1937 : A Fight to the Finish (en)
- 1937 : Paid to Dance
- 1937 : Le Fantôme du cirque (The Shadow)
- 1938 : When G-Men Step In (en)
- 1938 : Highway Patrol (en)
- 1938 : Squadron of Honor (en)
- 1938 : Flight to Fame (en)
- 1939 : Homicide Bureau
- 1939 : My Son Is a Criminal (en)
- 1939 : Spoilers of the Range (en)
- 1939 : Missing Daughters (en)
- 1939 : Outpost of the Mounties (en)

### Comme assistant réalisateur
- 1931 : La Blonde platine (Platinum Blonde) de Frank Capra
- 1932 : Amour défendu (Forbidden) de Frank Capra
- 1932 : Shopworn de Nick Grinde
- 1932 : La Ruée (American Madness)
- 1932 : La Grande Muraille (The Bitter Tea of General Yen) de Frank Capra
- 1933 : Grande Dame d'un jour (Lady for a Day) de Frank Capra
- 1934 : New York-Miami (It Happened One Night) de Frank Capra
- 1934 : Train de luxe (Twentieth Century), d'Howard Hawks
- 1934 : La Course de Broadway Bill (Broadway Bill) de Frank Capra
- 1936 : L'Extravagant Mr. Deeds (Mr. Deeds Goes to Town) de Frank Capra
- 1937 : Les Horizons perdus (Lost Horizon) de Frank Capra
- 1940 : The Lady in Question de Charles Vidor
- 1946 : La Mélodie du bonheur (Blue Skies) de Stuart Heisler
- 1947 : La Valse de l'empereur (The Emperor Waltz) de Billy Wilder
- 1948 : La Scandaleuse de Berlin (A Foreign Affair) de Billy Wilder
- 1949 : L'Héritière (The Heiress) de William Wyler
- 1949 : Boulevard du crépuscule (Sunset Boulevard) de Billy Wilder
- 1951 : Le Gouffre aux chimères (Ace in the Hole ou The Big Carnival) de Billy Wilder
- 1951 : Une place au soleil (A Place in the sun) de George Stevens
- 1954 : Sabrina de Billy Wilder
- 1958 : Sueurs froides (Vertigo) d'Alfred Hitchcock
- 1961 : Le Tombeur de ces dames (The Ladies Man) de Jerry Lewis
- 1963 : Le Plus Sauvage d'entre tous (Hud) de Martin Ritt
- 1964 : Embrasse-moi, idiot de Billy Wilder